# Campagne siriano-mesopotamiche di Sapore II
Le campagne siriano-mesopotamiche di Sapore II si svilupparono nel corso di trent'anni durante le guerre romano-sasanidi (224-363). La guerra iniziò nel 334/335 con una prima offensiva persiana di Sapore II contro le armate romane degli allora Cesari, Costanzo II e Annibaliano. L'obbiettivo era l'occupazione delle province romane orientali. A questa prima fase ne seguirono altre in un susseguirsi di "guerre di posizione" fino alla definitiva campagna sasanide di Giuliano che portò i confini dei due grandi Imperi a stabilizzarsi per oltre cinquant'anni (fino al 421).

## Contesto storico
Appena ottenuto il potere, Diocleziano nominò come cesare per l'occidente un valente ufficiale, Massimiano, facendone il proprio successore designato, e quindi lo elevò al rango di augusto l'anno successivo (nel 286), formando così una diarchia in cui i due imperatori si dividevano su base geografica il governo dell'impero e la responsabilità della difesa delle frontiere e della lotta contro gli usurpatori.
Data la crescente difficoltà a contenere le numerose rivolte all'interno dell'impero e lungo i confini settentrionali ed orientali, nel 293 si procedette a un'ulteriore divisione territoriale, al fine di facilitare le operazioni militari: Diocleziano nominò come suo cesare per l'oriente Galerio, mentre Massimiano fece lo stesso con Costanzo Cloro per l'occidente.
Dalle affermazioni di Eutropio risulterebbe che una nuova guerra tra Roma e la Persia iniziò già nel 293:
(Eutropio, Breviarium ab Urbe condita, 9, 22.)
Ma è solo nel 296 che il cesare Galerio, fu chiamato da Diocleziano (alle prese con una rivolta in Egitto) per intraprendere una campagna militare contro Narsete, sovrano sasanide asceso al trono tre anni prima e che aveva invaso la provincia romana di Siria. L'esercito romano, una volta passato l'Eufrate con forze insufficienti, andò incontro ad una cocente sconfitta presso Nicephorium Callinicum, a seguito della quale Roma perse la provincia di Mesopotamia. Tuttavia, nel 297, avanzando attraverso le montagne dell'Armenia, ottenne una vittoria decisiva sul re sasanide Narsete, ricavandone un enorme bottino, che comprendeva l'harem di Narsete.
(Eutropio, Breviarium historiae romanae, 9, 25.)
Approfittando del vantaggio, prese la città di Ctesifonte, costringendo Narsete alla pace l'anno successivo. La Mesopotamia ritornò sotto il controllo romano, l'Armenia fu riconosciuta protettorato romano, mentre a Nisibi furono accentrate le vie carovaniere dei commerci con l'Estremo Oriente (Cina e India). Con il controllo di alcuni territori ad est del fiume Tigri, fu raggiunta la massima espansione dell'impero verso est (298). Galerio celebrerà in seguito la propria vittoria erigendo l'arco di Galerio a Tessalonica anche se sembra non abbia accolto favorevolmente il trattato di pace, poiché avrebbe desiderato avanzare ulteriormente in territorio persiano.

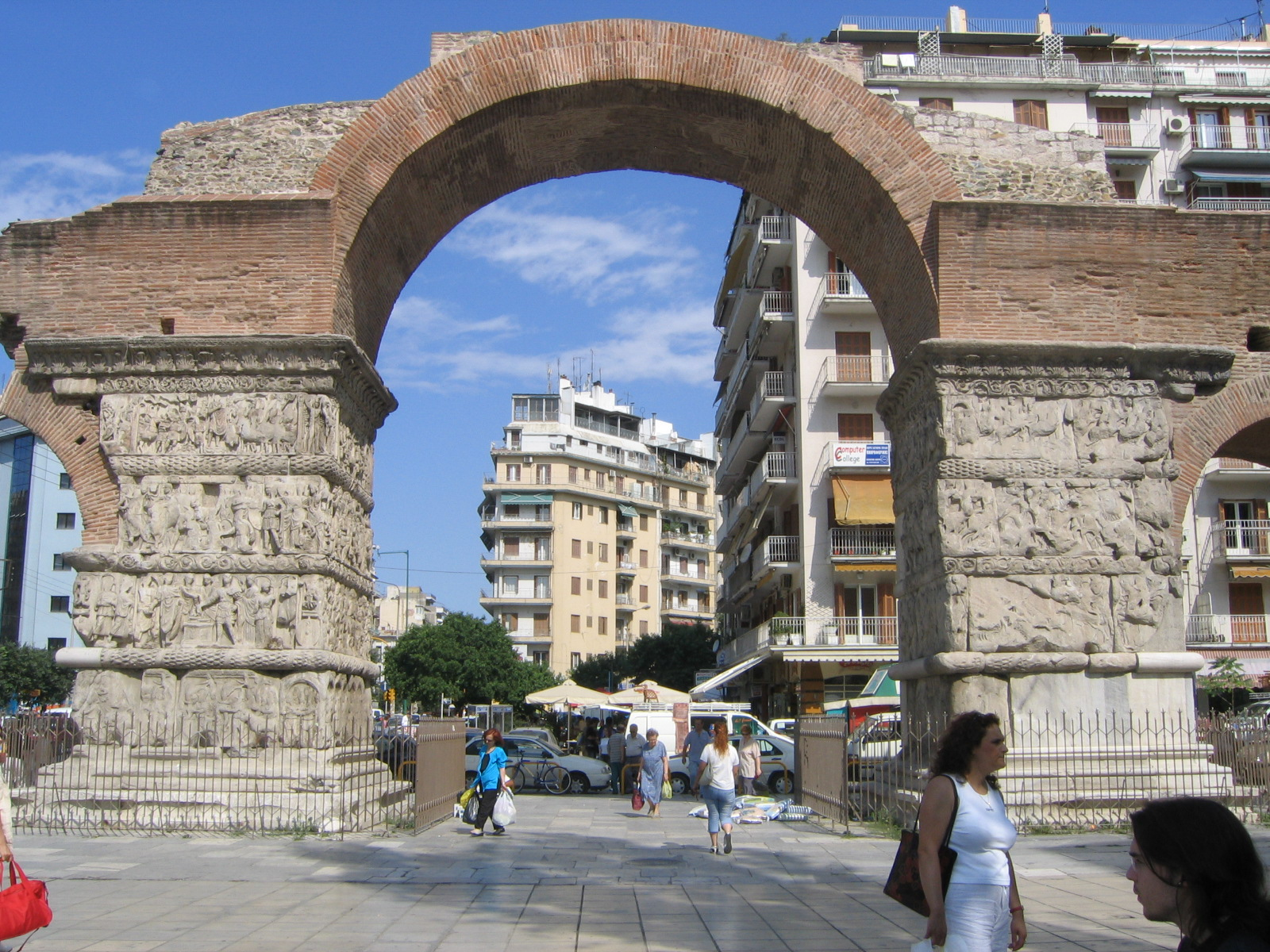
Arco di Galerio a Tessalonica. Fu eretto dall'omonimo imperatore per celebrare la vittoria sui Sasanidi del 297, che portò ad una pace durata quaranta anni.

### Casus belli: la rivincita sasanide

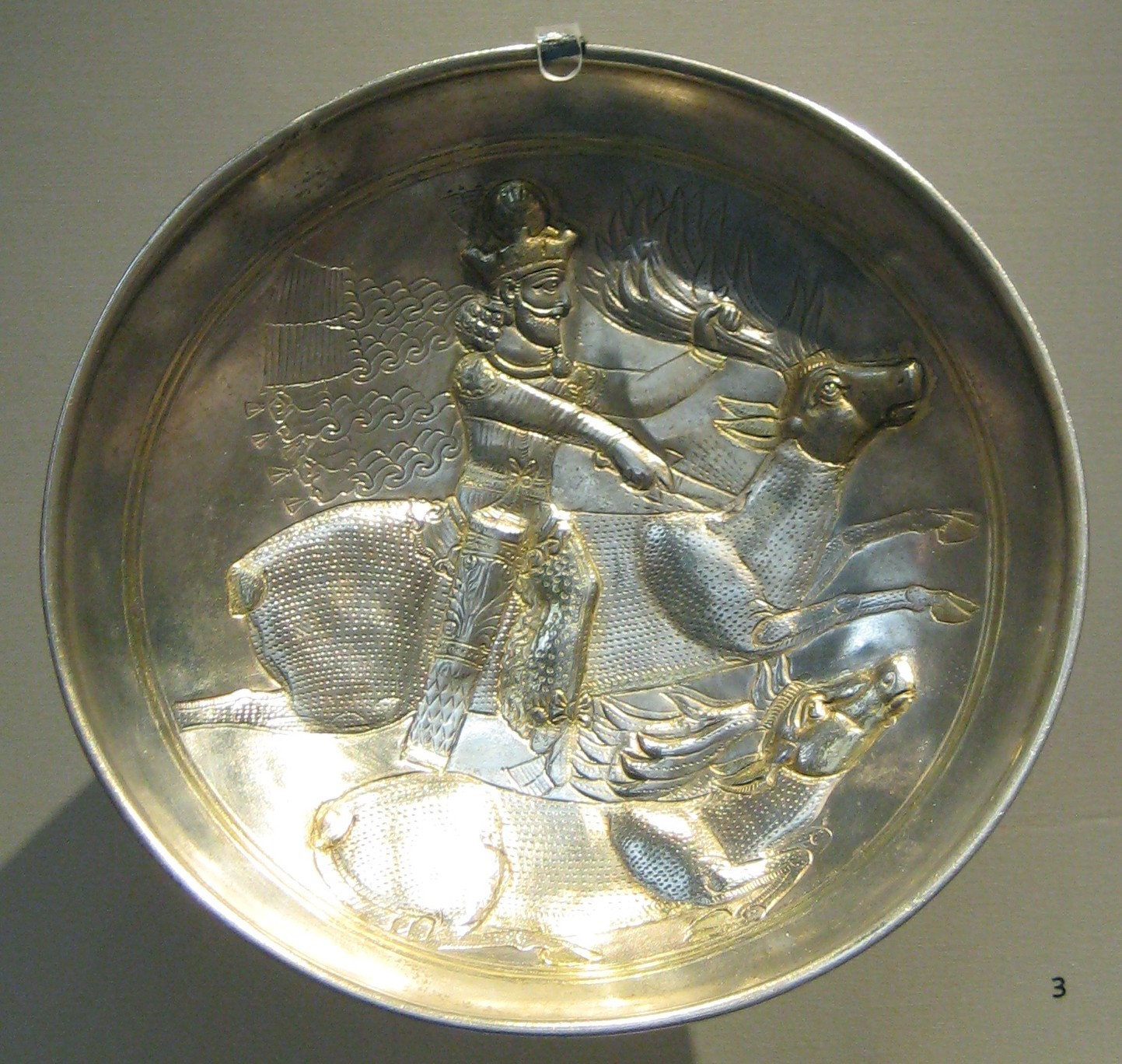
Piatto d'argento ed oro raffigurante il sovrano sasanide Sapore II.

Il trattato di pace, che durò, tutto sommato, quasi 40 anni, venne accettato (tranne il primo punto) e Diocleziano celebrò il suo trionfo in occasione del XX anniversario dall'ascesa al trono (nel 304):
(Edward Gibbon, Declino e caduta dell'Impero romano, pp. 148-149)
La sconfitta dei Sasanidi ad opera di Diocleziano e Galerio (pace del 298) aveva garantito all'Impero romano alcuni decenni di relativa pace, ed il riconoscimento del Regno d'Armenia come "stato cliente". Ma i Persiani, secondo Libanio, pur dimostrandosi favorevoli alla pace agli occhi dei Romani, si prepararono in silenzio e con grande energia alla guerra nel corso dei quarant'anni successivi:
(Libanio, Orationes, LIX, 63-70.)

## Forze in campo

### Sasanidi

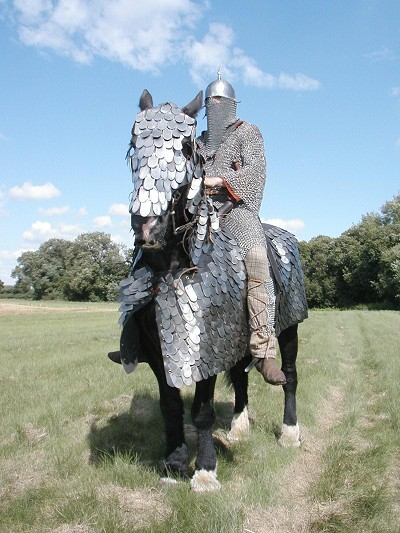
Ricostruzione di un cavaliere catafratto sasanide.

Non conosciamo con precisione quante e quali furono le armate messe in campo da parte dei Sasanidi. Cassio Dione Cocceiano ci aveva raccontato un secolo prima che, si trattava di grosse armate, pronta a terrorizzare non solo la provincia romana di Mesopotamia, ma anche quella di Siria, ad ovest dell'Eufrate. Ciò potrebbe essere stato vero anche per le campagne del decennio successivo.
Ciò che conosciamo di questo esercito è che non era permanente come quello romano, con soldati di professione pagati regolarmente per il loro mestiere. Vi era solo un'eventuale divisione del bottino finale. Ci troviamo piuttosto di fronte ad un sistema simile a quello feudale, dove per ogni campagna era necessario assemblare un esercito di volta in volta, composto da nobili a capo dei loro "clan", sottoposti poi sotto il comando di un principe della casa reale. Non c'erano perciò ufficiali esperti d'armi che prestassero servizio in modo continuo e neppure un sistema di reclutamento durevole, poiché non vi erano unità militari permanenti, sebbene molti fossero i nobili a disposizione dell'esercito sasanide. Per questi motivi, spesso ingaggiavano armate mercenarie. Usavano soprattutto l'arco ed il cavallo in guerra, diversamente dai Romani che prediligevano la fanteria, tanto che i Sasanidi si dice crescessero fin dall'infanzia, cavalcando e tirando con le frecce, vivendo costantemente per la guerra e la caccia.
Vi è da aggiungere però che, a differenza dei Parti arsacidi, cercarono di mantenere sotto le armi per più anni i loro contingenti, nel corso di importanti campagne militari, velocizzando il reclutamento delle loro armate, oltre a meglio assimilare le tecniche di assedio dei loro avversari romani, mai veramente apprese dai loro predecessori.

### Romani

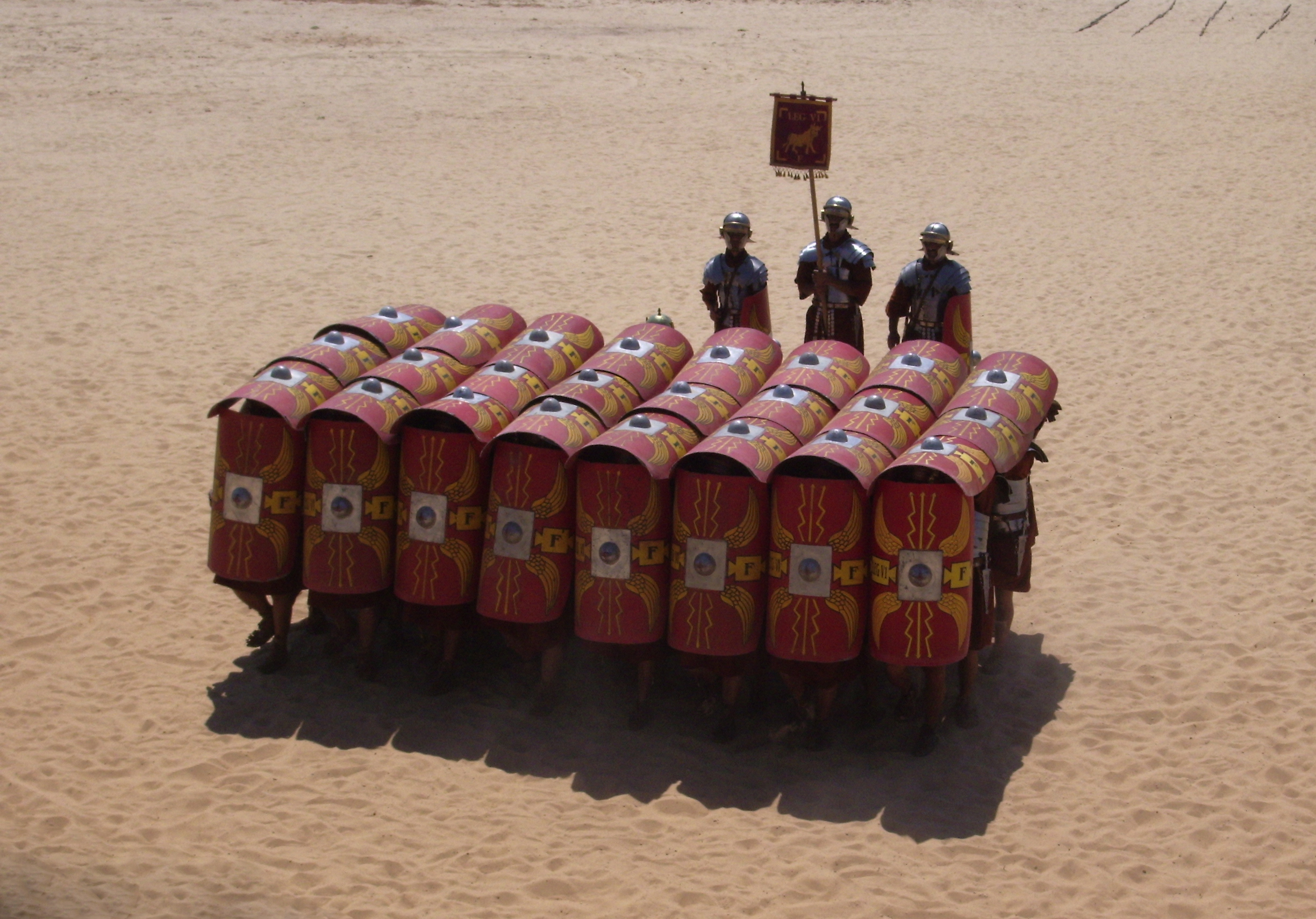
Tipica formazione a testuggine delle legioni romane, che si scontrarono nei deserti orientali con i Sasanidi.

Sappiamo invece che per i Romani le forze messe in capo erano rappresentate da legioni e truppe ausiliarie disposte lungo il limes orientale. Alla morte di Costantino I su 63 legioni dislocate lungo le frontiere imperiali, la sola parte orientale, governata dall'Augusto Costanzo II e dal Cesare Annibaliano, disponeva certamente di 24 legioni, 2 vexillationes legionarie (della V Macedonica e XIII Gemina), oltre probabilmente ad altre 4 legioni di nuovissima costituzione (I Flavia Constantia, II Flavia Constantia, II Flavia Virtutis e III Flavia Salutis) per un totale di 28 legioni su 67 (pari al 42% dell'intera forza legionaria schierata lungo le frontiere imperiali).
Ciò darebbe luogo ad una forza complessiva e distribuita lungo l'intero fronte orientale (secondo i conteggi di Agazia), pari a 270 000 armati, che corrisponderebbero al 40/42% dei 645 000 armati totali ipotizzati dallo storico antico, di cui la metà era costituita da legionari, la restante da ausiliari.
La stima di Agazia-Jones è stata tuttavia messa in dubbio da studi più recenti, che sostengono che la cifra di Agazia, ammettendo che sia valida, potrebbe rappresentare la forza ufficiale, ma non quella reale, dell'esercito dell'epoca di Costantino: nella realtà dei fatti, le unità del Tardo-Impero erano costituite da meno soldati di quanti ne contenessero ufficialmente, forse addirittura i due terzi in meno della cifra ufficiale. Sulla base di questa considerazione, i 645 000 soldati sulla carta secondo Agazia, potrebbero essere stati non più di 400 000 ca. in realtà. Quest'ultima cifra ben si accorda con le altre cifre totali fornite dalle fonti antiche, come la stima dell'autore del VI secolo Giovanni Lido, di 389 704 effettivi (escluse flotte) per l'esercito di Diocleziano. La cifra fornita da Lido è ritenuta dagli studiosi più credibile di quella di Agazia a causa della sua precisione (non è una cifra "tonda", implicando che forse fu trovata in un documento ufficiale) e per il fatto che è ascritta a un periodo di tempo specifico.
| N. fortezze legionarie Annibaliano | unità legionaria                          | località antica | località moderna | provincia romana    |
| ---------------------------------- | ----------------------------------------- | --------------- | ---------------- | ------------------- |
| 1                                  | Legio I Pontica                           | Trapezus        | Trebisonda       | Pontus Polemoniacus |
| 2 e 3                              | Legio XV Apollinaris e legio II Armeniaca | Satala          | Sadagh           | Armenia Prima       |
| 4                                  | Legio I Armeniaca                         | Claudiopolis    | Mut              | Armenia Prima       |
| 5                                  | Legio XII Fulminata                       | Melitene        | Melitene         | Armenia Prima       |
| 6                                  | Legio V Parthica                          | Amida           | Diyarbakır       | Mesopotamia         |
| 7                                  | Legio II Parthica                         | Bezabda         | Cizre            | Mesopotamia         |
| 8                                  | Legio VI Parthica?                        | Cefae           | ?                | Mesopotamia         |
| 9                                  | Legio IIII Italica?                       | Resaina?        | Ras al-Ayn       | Mesopotamia         |
| 10                                 | Legio I Parthica                          | Singara         | Sinjar           | Mesopotamia         |

| N. fortezze legionarie Costanzo II | unità legionaria                 | località antica                 | località moderna            | provincia romana   |
| ---------------------------------- | -------------------------------- | ------------------------------- | --------------------------- | ------------------ |
| 11 e 12                            | Legio II Isaura Legio III Isaura | ?                               | ?                           | Isauria            |
| 13                                 | Legio III Parthica?              | Apatna? o Arbana?               |                             | Osrhoene           |
| 14                                 | Legio IIII Parthica              | Circesium                       | Buseira                     | Osrhoene           |
| 15                                 | Legio XVI Flavia Firma           | Sura                            | Sura                        | Syria Euphratensis |
| 16                                 | Legio IV Scythica                | Oresa                           | Taybè                       | Syria Euphratensis |
| 17                                 | Legio I Illyricorum              | Palmira                         | Tadmur                      | Syria Phoenicia    |
| 18                                 | Legio III Gallica                | Danaba                          | Mehin                       | Syria Phoenicia    |
| 19                                 | Legio III Cyrenaica              | Bostra                          | Bosra                       | Arabia Petraea     |
| 20                                 | Legio IIII Martia                | Betthorus                       | El-Lejjun                   | Arabia Petraea     |
| 21                                 | Legio X Fretensis                | Aila                            | Elat                        | Syria Palaestina   |
| 22                                 | Legio II Traiana Fortis          | Nicopolis e Apollinopolis Magna | Alessandria d'Egitto e Edfu | Aegyptus Iovia     |
| 23                                 | Legio III Diocletiana            | Ombos                           | Kôm Ombo                    | Aegyptus Iovia     |
| 24                                 | Legio I Maximiana                | Philae                          | Philae                      | Aegyptus Thebaida  |
| ...                                | vexill. Legio V Macedonica       | Memphis                         | Menfi                       | Aegyptus Herculia  |
| ...                                | vexill. Legio XIII Gemina        | Babylon                         | Il Cairo                    | Aegyptus Herculia  |

## Fasi della guerra

### Una pace relativa (312/313 - 336)
312Massimino Daia era stato costretto a condurre una campagna militare in Armenia, contro un popolo che in passato si era dimostrato alleato dei Romani, ma che ora abbracciava la religione cristiana, nemica dell'imperatore poiché "estremamente rispettosa della pietà verso Dio". Secondo Giovanni Malalas (che confonde Massimino Daia con Massenzio, figlio di Massimiano), Massimino condusse in modo vittorioso le operazioni militari, sia contro gli Armeni, sia contro i Persiani di Sapore II, che ai primi si erano alleati e avevano invaso l'Osroene distruggendo un'importante città di questa regione. In seguito a questi successi sembra che abbia distribuito i prigionieri nelle province di Armenia I e Armenia II, ed abbia ottenuto il titolo vittorioso di Persicus (312/313), insieme agli altri Augusti, Costantino I e Licinio (questi ultimi non avendovi però partecipato direttamente).

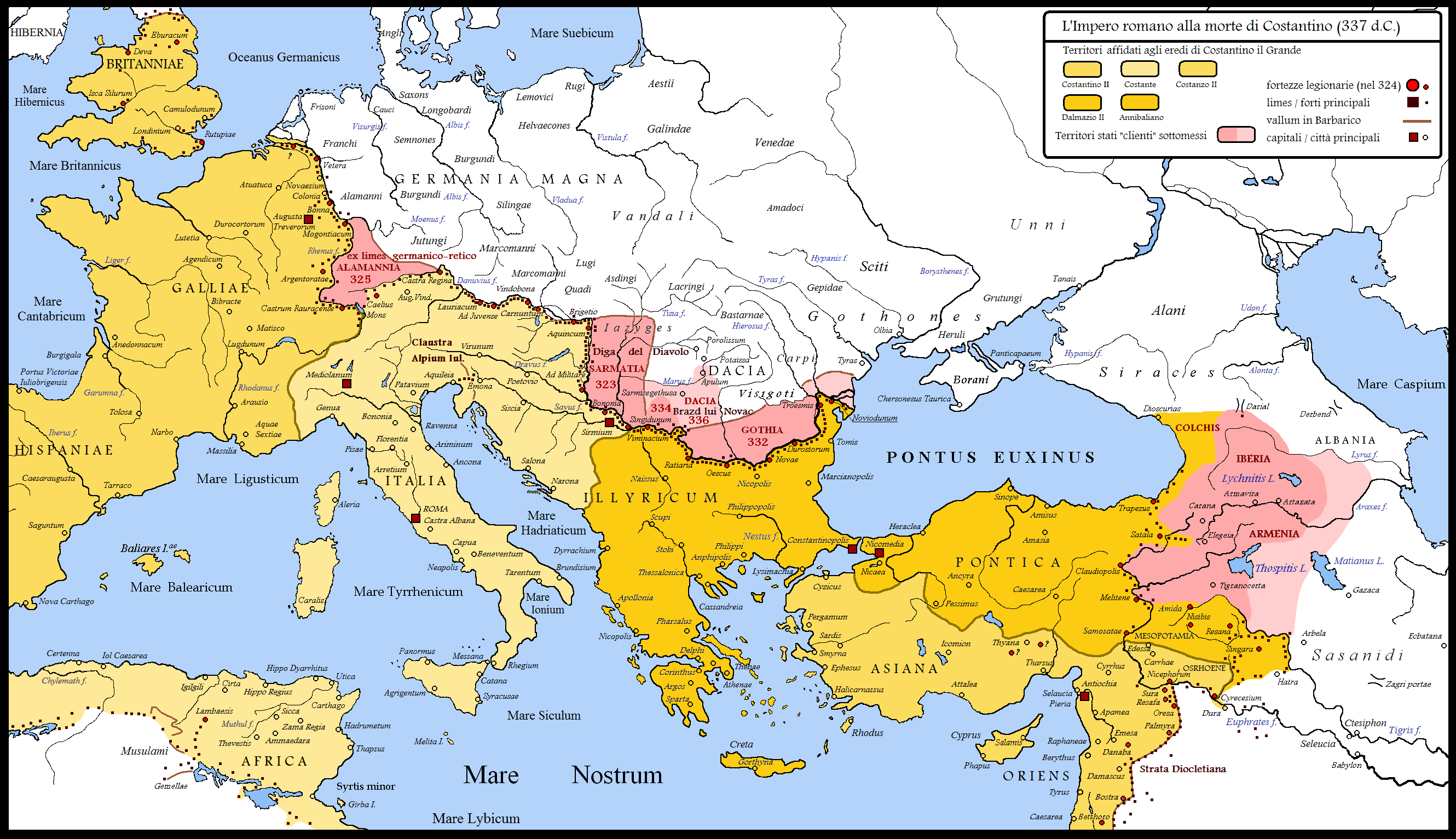
Le frontiere orientali al tempo di Costantino, con i territori acquisiti nel corso del trentennio di campagne militari (dal 306 al 337).

| Monetazione del 312-313 | Monetazione del 312-313 | Monetazione del 312-313                                                                    | Monetazione del 312-313 | Monetazione del 312-313                                                                         | Monetazione del 312-313                     | Monetazione del 312-313 |
| Immagine                | Valore                  | Dritto                                                                                     | Rovescio | Datazione                                                                                       | Peso; diametro                              | Catalogazione           |
| ----------------------- | ----------------------- | ------------------------------------------------------------------------------------------ | --- | ----------------------------------------------------------------------------------------------- | ------------------------------------------- | ----------------------- |
|                         | solido                  | IMP C GAL VAL MAXIMINVS P(ius) F(elix) AVG, testa laureata di Massimino Daia verso destra; | HERCVLI VICTORI, Ercole con testa laureata, in piedi di fronte, la testa verso destra, tiene una mazza ed una pelle di leone sopra il suo braccio; B / SMHT in esergo. | 313 (moneta che sembra celebrare qualche vittoria, forse quella su Armeni e Persiani sasanidi); | 21 mm, 5.47 gr (zecca di Heracela Sintica); | RIC VI 77.              |

326-327 In un periodo successivo alla riunificazione dell'Impero romano ed alla definitiva sconfitta di Licinio (nel 324), Costantino sembra abbia attraversato l'Eufrate almeno due volte per recarsi nel regno d'Armenia e difenderne gli abitanti cristiani. Giorgio Cedreno racconta che i Cristiani d'Armenia erano stati, infatti, perseguitati dal re sasanide ed uccisi in numero di 18 000 Aggiunge anche che lo scoppio delle ostilità tra Romani e Sasanidi fu a causa di un certo Metrodoro, il quale, tornato dall'India con i doni del sovrano indiano per l'imperatore romano, li sottrasse, tenendoli per sé e ne attribuì la colpa della loro mancata consegna ai Persiani che li avrebbero confiscati.
Nel corso della prima campagna, sembra che le armate romane siano state sconfitte da quelle persiane, tanto che Costantino fu costretto a far ritorno a Costantinopoli (nel 326). Michele siriaco aggiunge che i Persiani riuscirono, probabilmente in questa circostanza, a sfondare il limes orientale ed a dirigersi fin sotto le mura di Nisibis, che poco dopo assediarono. Forse l'anno seguente (nel 327?), nel corso di una seconda campagne militare, Costantino riuscì a battere le armate persiane, mettendole in fuga ed imponendo al sovrano sasanide un trattato di pace. Ancora Michele siriaco aggiunge che, nel corso della ritirata, Sapore portò con sé prigionieri romani fatti in Mesopotamia. Intanto Costantino creava la nuova provincia della Euphratensis, che venne separata dalla Siria e dall'Osroene ed elevò la città di Hierapolis Bambyce a metropolis.
Sempre in questo periodo (324/325 circa), si racconta che uno dei fratelli di Sapore II, Ormisda, che era stato imprigionato fin dalla morte del padre Ormisda II nelle patrie gelere, riuscì fuggire ed a chiedere asilo a Costantino I.
334-335Sotto il re cristiano Tiridate III di Armenia, la maggior parte del suo regno si era convertita al cristianesimo (dal 301). Ma nel 334 il re armeno fu fatto prigioniero da Sapore II e condotto in Persia, costringendo gli Armeni ad invocare l'aiuto di Costantino I. Quest'ultimo scrisse al "re dei re" Sapore, il quale al termine di una lunga trattativa, decise di annettere l'Armenia e mise sotto minaccia la vicina provincia romana di Mesopotamia.
336Costantino fu così costretto a prepararsi per la grande guerra contro la Persia, a partire dalla fine del 336, Giovanni Lido non nasconde che il desiderio di Costantino era anche quello di eguagliare imperatori come Traiano e Settimio Severo nella conquista della Persia.
Il grande sovrano cristiano affidò, allora, il settore orientale al figlio Costanzo II ed al nipote Annibaliano. Si racconta che già nel corso di quest'anno, il figlio del re sasanide, Narsete, riuscì ad avanzare fino ad Amida ed a occupare la città romana, ma poco dopo fu ucciso in battaglia dalle truppe romane accorrenti, non molto lontano da questa località (a Narasara). Amida, poco dopo, tornò in mano romana e Costanzo dispose la costruzione di una nuova ed imponente cerchia di mura e torri, dove disporre anche di un grande arsenale di artiglieria, rendendo così la città pressoché inespugnabile.
| Monetazione del 335-336 | Monetazione del 335-336 | Monetazione del 335-336                                                                | Monetazione del 335-336 | Monetazione del 335-336                                                         | Monetazione del 335-336           | Monetazione del 335-336                             |
| Immagine                | Valore                  | Dritto                                                                                 | Rovescio | Datazione                                                                       | Peso; diametro                    | Catalogazione                                       |
| ----------------------- | ----------------------- | -------------------------------------------------------------------------------------- | --- | ------------------------------------------------------------------------------- | --------------------------------- | --------------------------------------------------- |
|                         | solido                  | CONSTANTI-NVS MAX AVG, testa con diadema, busto con drappeggio e corazza verso destra; | VICTORIA CO-NSTANTINI AVG, la Vittoria avanza verso sinistra, tiene un trofeo nella destra ed una fronda di palma nella sinistra, appoggiata al braccio; (Cristogramma)-LXXII//SMAN in esergo. | 335/336 (potrebbe riguardare qualche scontro tra Romani e Sasanidi in Armenia); | 4.42 g, 12h (zecca di Antiochia); | RIC VII 100; Alföldi 571; Depeyrot 49/1; Cohen 605. |

inizi del 337Costantino morì il 22 maggio 337 non molto lontano da Nicomedia (in località Achyrona), mentre preparava la campagna militare contro i Sasanidi. Egli non nominò un unico suo successore, ma divise il potere tra i suoi tre figli cesari Costante I, Costantino II e Costanzo II e i due nipoti Dalmazio e Annibaliano. E così poco prima della morte di Costantino I, i due eserciti, da una parte quello romano comandato dal figlio di Costantino, Costanzo II (con "quartier generale" ad Antiochia di Siria), e dal nipote Annibaliano (inviato a Cesarea in Cappadocia e nominato "re degli Armeni e delle tribù del Ponto"), dall'altro quello persiano, condotto dallo stesso Sapore II, ruppero la tregua e tornarono a scontrarsi. Costanzo, che era impegnato in Mesopotamia settentrionale a supervisionare la costruzione delle fortificazioni frontaliere, si affrettò a tornare a Costantinopoli, dove organizzò e presenziò alle cerimonie funebri del padre: con questo gesto rafforzò i suoi diritti come successore e ottenne il sostegno dell'esercito, componente fondamentale della politica di Costantino.
Iniziava così un periodo di "guerra di posizione" che durò a fasi alterne per quasi trent'anni, in cui Sapore cercò di conquistare le fortezze frontaliere della Mesopotamia romana: Singara, Nisibi e Amida. E sebbene Sapore fosse riuscito in alcune circostanze a sconfiggere l'esercito romano di Costanzo II, non riuscì a garantire una occupazione permanente di queste fortezze, spesso rioccupate dai Romani.

### Prima "guerra di posizione" tra Sapore II e Costanzo II (337-351)

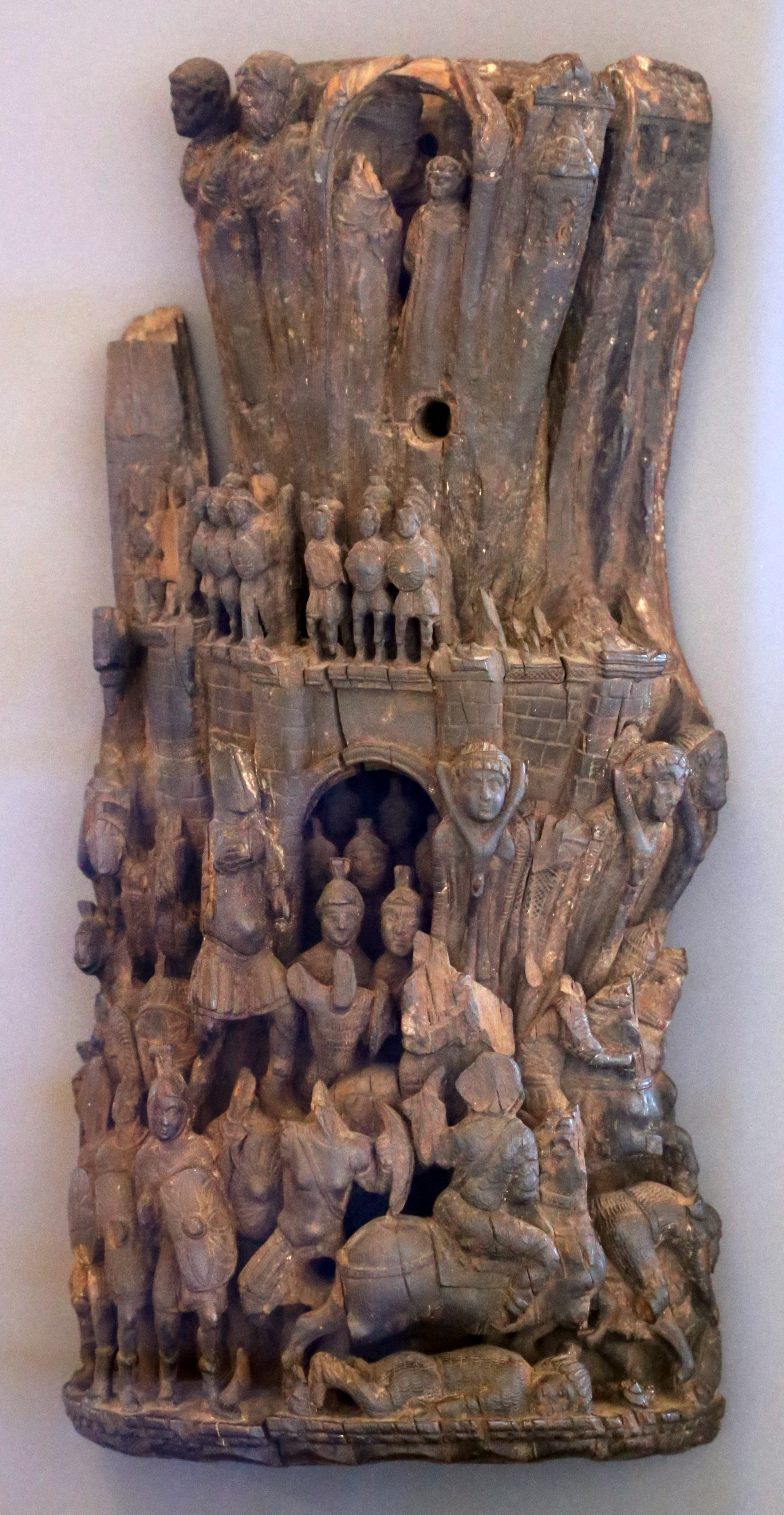
Scultura in cipresso, considerata come possibile raffigurazione di un episodio delle guerre romano-sasanidi tra il 338 e il 350: la fanteria romana in elmo, lorica hamata e scudo, libera una città assediata dai cavalieri catafratti persiani, armati di lorica squamata lunga.

Costanzo rimase ad Antiochia in modo quasi continuativo dal 337 al 350, e l'esito degli scontri non ci è noto nei dettagli, anche se si suppone sia avvenuto soprattutto in Mesopotamia. Sappiamo che Costanzo adottò una strategia differente rispetto a quelle adottate dai suoi predecessori: invece di scegliere l'opzione della massiccia campagna militare destinata a colpire il cuore dello stato nemico (come prevedeva di fare il padre Costantino, e come avrebbe in seguito fatto il nipote Giuliano), preferì affidarsi ad una difesa in profondità, facendo perno su tutta una serie di fortezze (frontaliere ed all'interno) al fine di contenere e sfiancare gli attacchi sasanidi. Si trattò, quindi, di una guerra di posizione difensiva, in cui furono evitate per quanto possibile le manovre in campo aperto con l'esercito al completo. Questa scelta, sebbene molto efficace e poco dispendiosa in termini di mobilitazione di truppe, non portò certo a soddisfare l'aspettativa di vittorie decisive che esisteva nel mondo romano.
337Sembra che nel corso dell'anno (probabilmente poco dopo la morte di Costantino, avvenuta il 22 maggio), gli Armeni si siano rivoltati al dominio dei Sasanidi, cacciandoli dai loro territori e compiendo anche raid contro gli stessi, oltre i confini del loro regno. In un momento di così grande crisi, Costanzo II non fu però in grado di dare loro il suo aiuto militare, poiché si trovava in Pannonia per spartirsi l'Impero con i fratelli Costantino II e Costante I, ora che Annibaliano (il quarto Cesare) era caduto vittima di un complotto. Di fatto il limes orientale romano risultava privo di un comandante in capo. Ciò permise a Sapore II di approfittare di questa situazione di incertezza politica dell'Impero romano, attaccandone le province orientali. Il sovrano sasanide iniziò la sua campagna, assediando la città di Nisibis, per poi procedere a devastare l'intera Mesopotamia romana. Si racconta che l'armata regia era immensa, composta da reparti di fanteria e cavalleria.
L'assedio di Nisibi durò due mesi (o settanta giorni), bloccando di fatto l'iniziativa sasanide sotto le mura cittadine. La difesa della città romana era stata affidata al vescovo Giacobbe di Nisibi, il quale riuscì nell'impresa di respingere ogni assalto nemico, fino a quando l'esercito sasanide, ormai esausto, preferì abbandonare l'assedio.
Sul finire dell'anno (novembre), Costanzo II raggiunse Antiochia di Siria, facendone il suo quartier generale.
| Monetazione annuale | Monetazione annuale | Monetazione annuale                                                           | Monetazione annuale                                                          | Monetazione annuale | Monetazione annuale        | Monetazione annuale     |
| Immagine            | Valore              | Dritto                                                                        | Rovescio                                                                     | Datazione           | Peso; diametro             | Catalogazione           |
| ------------------- | ------------------- | ----------------------------------------------------------------------------- | ---------------------------------------------------------------------------- | ------------------- | -------------------------- | ----------------------- |
|                     | solido              | FL HANNIBALIANO REGI (d'Armenia), testa laureata di Annibaliano verso destra; | SE-CVRITAS PVBLICA, il fiume Eufrate sdraiato verso destra; CONSS in esergo. | 337                 | (zecca di Costantinopoli); | RIC VII 147; LRBC 1034. |

338Tra gli episodi principali della guerra vi furono una qualche vittoria ottenuta dai suoi generali, che gli permisero di fregiarsi dal 338 del titolo di Persicus.
| Monetazione annuale | Monetazione annuale | Monetazione annuale | Monetazione annuale                        | Monetazione annuale | Monetazione annuale               | Monetazione annuale       |
| Immagine            | Valore              | Dritto | Rovescio                                   | Datazione           | Peso; diametro                    | Catalogazione             |
| ------------------- | ------------------- | --- | ------------------------------------------ | ------------------- | --------------------------------- | ------------------------- |
|                     | dinar aureo         | Moneta di Sapore II, sovrano dei Sasanidi (309-379) contemporaneo di Costanzo: busto con corona verso destra, la scritta "Sri" a destra; | un altare con fuoco e due addetti ai lati; | 340-345             | 7.09 gr (zecca sasanide di Sind); | Göbl -; Paruck -; MACW -. |

341Dopo la morte di Tiridate III (nel 330), leale alleato dei Romani per tutto il suo lungo regno, i suoi successori si erano fatti influenzare dal partito filo-persiano e il paese era entrato nella sfera di influenza dei Sasanidi. Costanzo riuscì a guadagnarsi la lealtà del sovrano Arsace II (Arshak) e dell'aristocrazia armena per via diplomatica già nel 341, anche grazie ai doni prodigali concessi alla classe dirigente del paese, che tornò sotto l'influenza romana per tutti gli anni 340.
343Da quest'anno, grazie sempre ai suoi generali ottenne il titolo vittorioso di Adiabenicus Maximus.
| Monetazione annuale | Monetazione annuale | Monetazione annuale                                                          | Monetazione annuale | Monetazione annuale | Monetazione annuale | Monetazione annuale        |
| Immagine            | Valore              | Dritto                                                                       | Rovescio | Datazione           | Peso; diametro      | Catalogazione              |
| ------------------- | ------------------- | ---------------------------------------------------------------------------- | --- | ------------------- | ------------------- | -------------------------- |
|                     | solido              | FL IVL CONSTANTIVS PERP AVG, testa con diadema di perle e busto con corazza. | VICTORIA AVGUSTORVM, la Victoria seduta verso destra su una corazza, su cui è scritto VOT/XV/MVLT/XX su quattro linee su uno scudo che tiene in mano, aiutata da un picco genio; SMANΔ in esergo. Con questa moneta voengono celebrati i quindici anni di regno. | 340-345             | 4.51 gr             | RIC VIII 25; Depeyrot 5/3. |

346Quest'anno fu assediata nuovamente la città di Nisibis, ad opera delle armate sasanidi di Sapore, dopo il precedente del 337.
348L'unico scontro militare di larga scala, la battaglia di Singara (che alcuni sostengono sia avvenuta nel 344), in cui la vittoria di Costanzo fu inferiore a causa dalla indisciplina delle sue truppe.
350Quando si ebbe la ribellione di Magnenzio in occidente, con la conseguente morte di Costante I, fratello di Costanzo, quest'ultimo era ad Antiochia, ma le sue forze erano impegnate a difendere Nisibi da un nuovo assedio sasanide. Malgrado la minaccia posta da Magnenzio, Costanzo diede la priorità alla frontiera orientale e attese che Sapore si ritirasse, dopo quattro mesi, prima di tornare in Occidente a confrontarsi con l'usurpatore. Ad ogni modo, il prospettato attacco sasanide per il 351 non avvenne, in quanto Sapore fu occupato a sedare la rivolta delle genti dell'Afghanistan.
351Nell'ottica di una politica dinastica va considerata anche l'elezione a Cesare d'Oriente, il 15 marzo a Sirmio, di un altro esponente della dinastia costantiniana, il cugino e cognato di Costanzo, Gallo. Prevedendo di essere impegnato in Occidente contro Magnenzio, Costanzo volle lasciare una presenza forte in Oriente, e si rivolse quindi all'unico parente adulto rimastogli per affermare l'interesse per la situazione della frontiera con i Sasanidi; volendo rimarcare i legami famigliari e dinastici con Gallo, il Cesare ricevette il nome di Costanzo.

### Secondo periodo di relativa pace tra i due Imperi (351-358)
Le operazioni militari contro i Romani si dovettero interrompere quando i Sasanidi nel 351 furono attaccati a oriente (nell'attuale Afghanistan) da alcune tribù nomadi: dopo una lunga guerra (353-358), Sapore riuscì a soggiogare le tribù, ottenendo degli alleati per la sua successiva campagna contro i Romani.
354Il re di Persia Sapore II, coinvolto in guerre con i suoi vicini, stava respingendo dalle sue frontiere molte tribù selvagge che, con politica incoerente, a volte facevano incursioni ostili in territorio persiano e altre volte accettavano di servire come mercenari nell'esercito persiano nelle guerre contro i Romani. Sapore ordinò quindi a Noordate di invadere la Mesopotamia nel caso gli si presentasse l'occasione: ma poiché tutti i distretti della Mesopotamia, provincia esposta a incursioni frequenti, erano protetti da limitanei, Noordate decise di invadere le parti più remote dell'Osroene, tentando un'incursione lampo senza precedenti. Noordate, attraversando il fiume Abora, intendeva invadere il distretto di Batne, in occasione di una festa locale cittadina che aveva luogo agli inizi di settembre in cui venivano commercializzati beni provenienti dalla Cina e dall'India, e altri beni esotici che erano regolarmente portati in grande abbondanza per terra e per mare. Ma, ingannato da un'informazione che gli era stata fornita dai suoi stessi soldati che, temendo la punizione per un crimine che essi avevano commesso, finirono poi per disertare presso i Romani, si ritirò senza aver combinato nulla, e rimase in inazione per tutto l'anno.
356In Oriente, i Persiani ora preferivano sferrare incursioni a fine di saccheggio, piuttosto che a scontrarsi in campo aperto con le truppe romane: e così talvolta tornavano nelle proprie terre con un grande bottino, approfittando dell'inaspettatezza delle loro incursioni; altre volte, sopraffatti dalla superiorità numerica delle truppe romane, tornavano in territorio persiano con perdite rilevanti; altre volte ancora non trovavano nulla da depredare i quanto gli abitanti dei distretti invasi, fuggendo, avevano portato con sé tutto il trasportabile. Musoniano, prefetto del pretorio, venne a conoscenza per mezzo di alcuni emissari dei piani dei Persiani, e informò di questo Cassiano, duca di Mesopotamia. Le autorità romane, per mezzo di spie, scoprirono pertanto che Sapore era impegnato sulle frontiere più remote del suo regno per respingere le incursioni delle tribù confinanti; essi, dunque, inviarono soldati presso il generale Tamsapore, chiedendogli di scrivere a Sapore per informarlo che l'Imperatore romano, impegnato su altri fronti, era disposto a negoziare una tregua con la Persia, e del resto una pace con i Romani sarebbe stata vantaggiosa anche allo stesso re persiano, consentendogli di concentrare tutte le sue forze contro le tribù ribelli; Tamsapore accettò e inviò una lettera a Sapore, ma quest'ultimo le ricevette molto tempo dopo in quanto la Mesopotamia era molto distante dai territori dei Chioniti e degli Euseni, dove il re persiano aveva collocato i propri quartieri invernali.
358Sotto il consolato di Daziano e Cereale, il re dei Persiani, Sapore II, mentre si trovava ancora alle frontiere di quelle nazioni che circondavano i suoi domini, dopo aver stretto un trattato di alleanza con i Chioniti e i Gelani, tribù molto bellicose, era sul punto di tornare a Ctesifonte, quando ricevette le lettere di Tamsapore che gli annunciavano che l'Imperatore romano Costanzo II implorava la pace. Sapore II, sospettando che Costanzo II non avrebbe mai agito in tal modo se l'Impero non si fosse indebolito, offrì in cambio della pace condizioni spropositate, ovvero la cessione ai Persiani di Mesopotamia e Armenia, che la Persia rivendicava essendo territori appartenuti in passato alla dinastia achemenide. Le condizioni di pace spropositate dei Persiani furono respinte e l'ambasceria venne congedata senza aver realizzato nessuno dei suoi obbiettivi; alcuni giorni dopo, vennero inviati presso i Persiani altri ambasciatori, tra cui il Conte Prospero, il tribuno e segretario Spettato, e, per suggerimento di Musoniano, il filosofo Eustazio; il loro obbiettivo era portare a Sapore doni e una lettera dell'Imperatore, per convincerlo a sospendere i suoi preparativi per l'imminente campagna contro l'Impero romano, e accettare la pace; i Romani, garantendosi la pace con la Persia, intendevano così garantire una difesa più efficace delle province settentrionali dell'Impero.

### Seconda "guerra di posizione" tra Sapore II e Costanzo II (359-361)
359

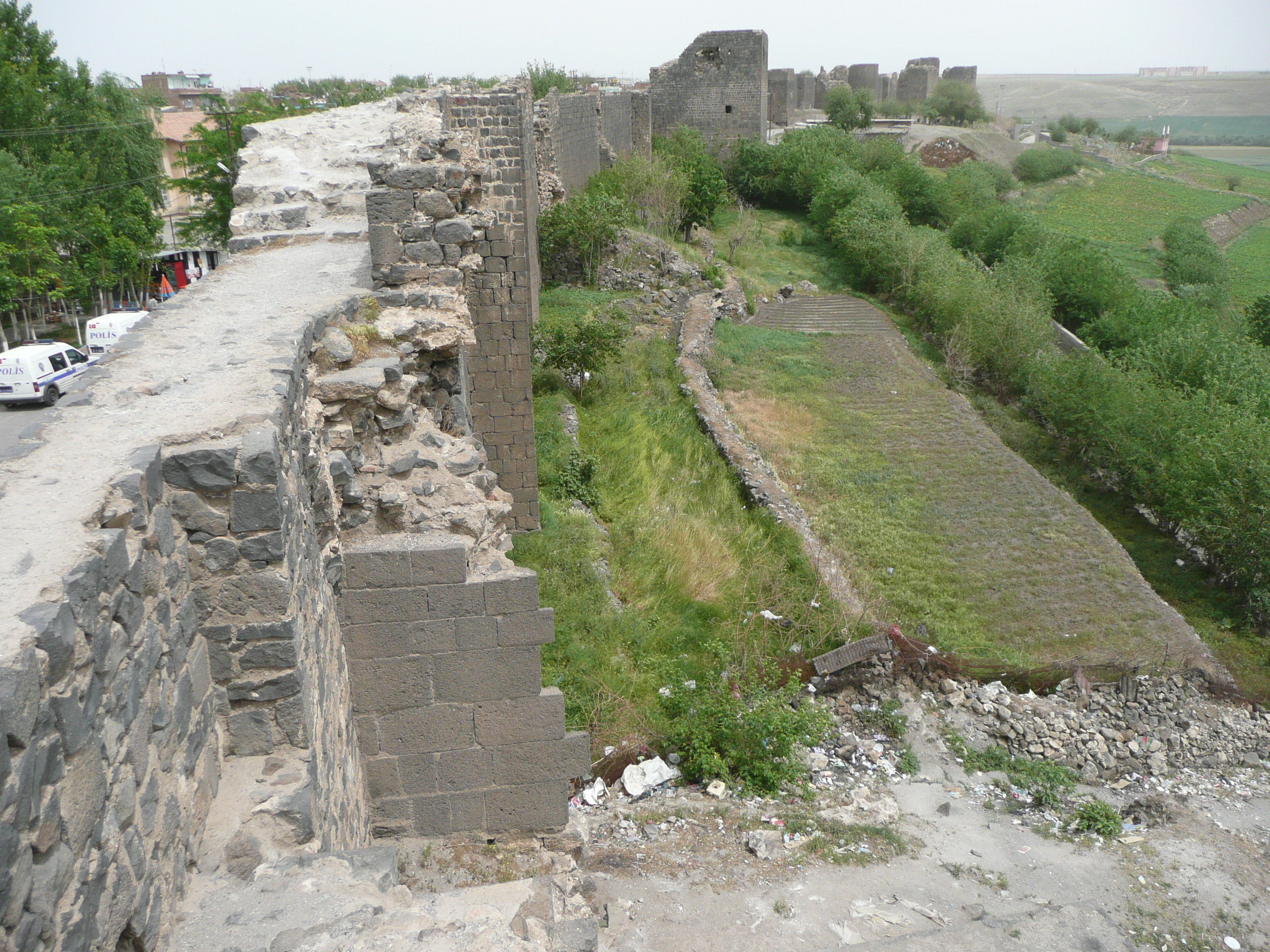
Le mura imponenti di Amida, fortezza della legio V Parthica, fatte costruire da Costanzo II negli anni 336-337, prima del lungo assedio del 359.

Quest'anno Costanzo ricevette la notizia che in Oriente Sapore II aveva ripreso le ostilità, in una campagna che portò alla conquista sasanide della fortezza frontaliera di Amida in ottobre (dopo settantatré giorni di assedio); l'imperatore, però, poté lasciare l'area danubiana solo dopo la caduta della città, in quanto fu impegnato contro i Limiganti. Ecco come ci narra alcune fasi salienti dell'assedio di Amida tra Sasanidi e Romani Ammiano Marcellino:
(Ammiano Marcellino, Storie, XIX, 2.2-8)
Dopo il quinto giorno, l'assedio si fece sempre più pressante:
(Ammiano Marcellino, Storie, XIX, 5.1.)
Ursicino, che riuscì a fuggire al nemico, venne considerato responsabile della caduta della fortezza e destituito.
360
Nel 360 Sapore prese le fortezze orientali di Singara e Bezabde (quest'ultima assediata e conquistata malgrado la strenua difesa di tre legioni romane — II Parthica, II Armeniaca e II Flavia Virtutis — e punita con la morte dei suoi abitanti), mentre l'assalto alla fortezza di Virta fallì. Costanzo, obbligato a riprendere le ostilità con i Sasanidi, richiese al cesare Giuliano alcune sue truppe, anche allo scopo di assicurarsi che non potesse progettare l'usurpazione, ma le truppe galliche si ribellarono all'idea di essere mandate in oriente e proclamarono augusto Giuliano, che aveva dato valide prove di capacità militari difendendo la Gallia da vari tentativi d'invasione: fu l'inizio di una nuova guerra civile. Costanzo decise che la guerra contro i Sasanidi aveva la precedenza sulla ribellione di Giuliano, e nella primavera del 360 iniziò la propria campagna orientale, occupando Edessa e cercando di riprendere Bezabde; l'attacco però fallì e Costanzo decise di ritirarsi a svernare ad Antiochia di Siria.
361Ad Antiochia, Costanzo sposò Eusebia, che nominò poi augusta, da cui avrebbe avuto l'agognata figlia, Flavia Massima Faustina Costanza, nata postuma. Mentre Costanzo svernava ad Antiochia, continuò i preparativi non solo per la guerra contro Sapore II ma anche per la guerra civile contro Giuliano; il numero di squadroni di cavalleria venne incrementato, e con pari zelo vennero ordinate nuove leve nelle province rinforzando così le legioni; ogni ordine e professione fu gravato dall'onere di rifornire di equipaggiamento, di armi e di provviste di ogni sorta l'esercito romano. E poiché era temuta una nuova incursione del re persiano, che era stato costretto al ritiro nei propri territori a causa dell'arrivo dell'inverno, Costanzo II inviò messaggeri con doni sfarzosi ai re e ai satrapi ad est del Tigri, esortandoli a rimanere fedeli ai Romani e ammonendoli di non tramare tradimenti o frodi. Donò doni di particolare sfarzo soprattutto al re di Armenia Arsace e al re d'Iberia Meribane, perché un loro eventuale passaggio dalla parte dei Persiani sarebbe stato di grande danno agli interessi romani.
Nel frattempo Costanzo era in forte dubbio se dare la priorità alla guerra civile contro Giuliano, o alla guerra contro i Persiani, che minacciavano di attraversare l'Eufrate; alla fine decise di marciare prima contro il nemico più vicino, i Persiani; solo successivamente avrebbe pensato alla guerra contro Giuliano. Dopo aver comunque preso alcune misure per tentare di rallentare l'avanzata di Giuliano, Costanzo fu informato da messaggi e lettere dei suoi generali, che le armate persiane erano accampate sulle rive del Tigri, ma era ancora incerto se avrebbero attaccato. Costanzo reagì abbandonando i suoi quartieri invernali e recandosi sul fronte di guerra. Alla testa di un esercito, attraversò l'Eufrate presso Capersana, su un ponte di imbarcazioni, e procedette poi a Edessa, dove sostò per un certo periodo di tempo, venendo qui informato da esploratori e disertori dei movimenti nemici.
Durante la sosta a Edessa, Costanzo esitava se preparare i soldati per una battaglia o pianificare un secondo assedio di Bezazde, con il prudente accorgimento di non sguarnire di truppe la Mesopotamia mentre marciava a nord. Fu tenuto in questo stato di indecisione dalle esitazioni del re persiano che attendeva il responso degli auspici se fosse opportuno invadere il territorio romano. Costanzo, infatti, non poteva allontanarsi da Edessa perché, nel caso in cui Sapore avesse attraversato il fiume e non avesse trovato nessuno a opporsi, l'esercito persiano sarebbe penetrato agevolmente fino all'Eufrate; inoltre, poiché Costanzo doveva comunque preservare i propri soldati per la guerra civile contro Giuliano, temeva di esporli ai pericoli di un assalto a una città fortificata come Bezazde, avendo appreso per esperienza della resistenza delle sue fortificazioni e dell'energica difesa della sua guarnigione. Ordinò tuttavia ad Arbizione e ad Agilone, comandanti della cavalleria e della fanteria, di sorvegliare il Tigri per scoprire se Sapore II era intenzionato a invadere l'Impero, avvertendoli di ritirarsi rapidamente nel caso i Persiani si stessero apprestando ad attraversare il fiume. Nel frattempo messaggeri fidati lo informarono della rapida avanzata di Giuliano, che si apprestava ormai a invadere la Tracia. Subito dopo, fu informato che Sapore II aveva rinunciato a invadere l'Impero per quell'anno perché gli auspici gli avevano predetto che la campagna militare sarebbe andata male. Liberato dal timore di un attacco persiano, Costanzo richiamò tutte le truppe, tranne quelle che erano di stanza fissa in Mesopotamia, e ritornò rapidamente nella città di Ierapoli, decidendo di muovere incontro a Giuliano, che col suo esercito stava avanzando verso oriente. Lo scontro fratricida tra gli ultimi due membri della dinastia costantiniana non avvenne, però: partito da Tarso in autunno, il 3 novembre Costanzo morì per una febbre mentre si trovava ancora in Asia, a Mopsucrenae.
| Monetazione delle campagne militari del periodo | Monetazione delle campagne militari del periodo | Monetazione delle campagne militari del periodo                                                                       | Monetazione delle campagne militari del periodo                                                                        | Monetazione delle campagne militari del periodo | Monetazione delle campagne militari del periodo | Monetazione delle campagne militari del periodo |
| Immagine                                        | Valore                                          | Dritto | Rovescio | Datazione                                       | Peso; diametro                                  | Catalogazione                                   |
| ----------------------------------------------- | ----------------------------------------------- | --- | --- | ----------------------------------------------- | ----------------------------------------------- | ----------------------------------------------- |
|                                                 | solido                                          | FL IVL CONSTANTIVS PERP AVG, testa frontale con diadema di perle e busto con corazza, deitro una lancia ed uno scudo. | GLORIA REPVBLICAE, Roma e Costantinopoli tengono uno scudo tra di loro con scritto VOT XXX MVLT XXXX; SMANΔ in esergo. | 361                                             |                                                 | RIC VIII, 165.                                  |

### Campagna di Giuliano e fine del conflitto (363-364)

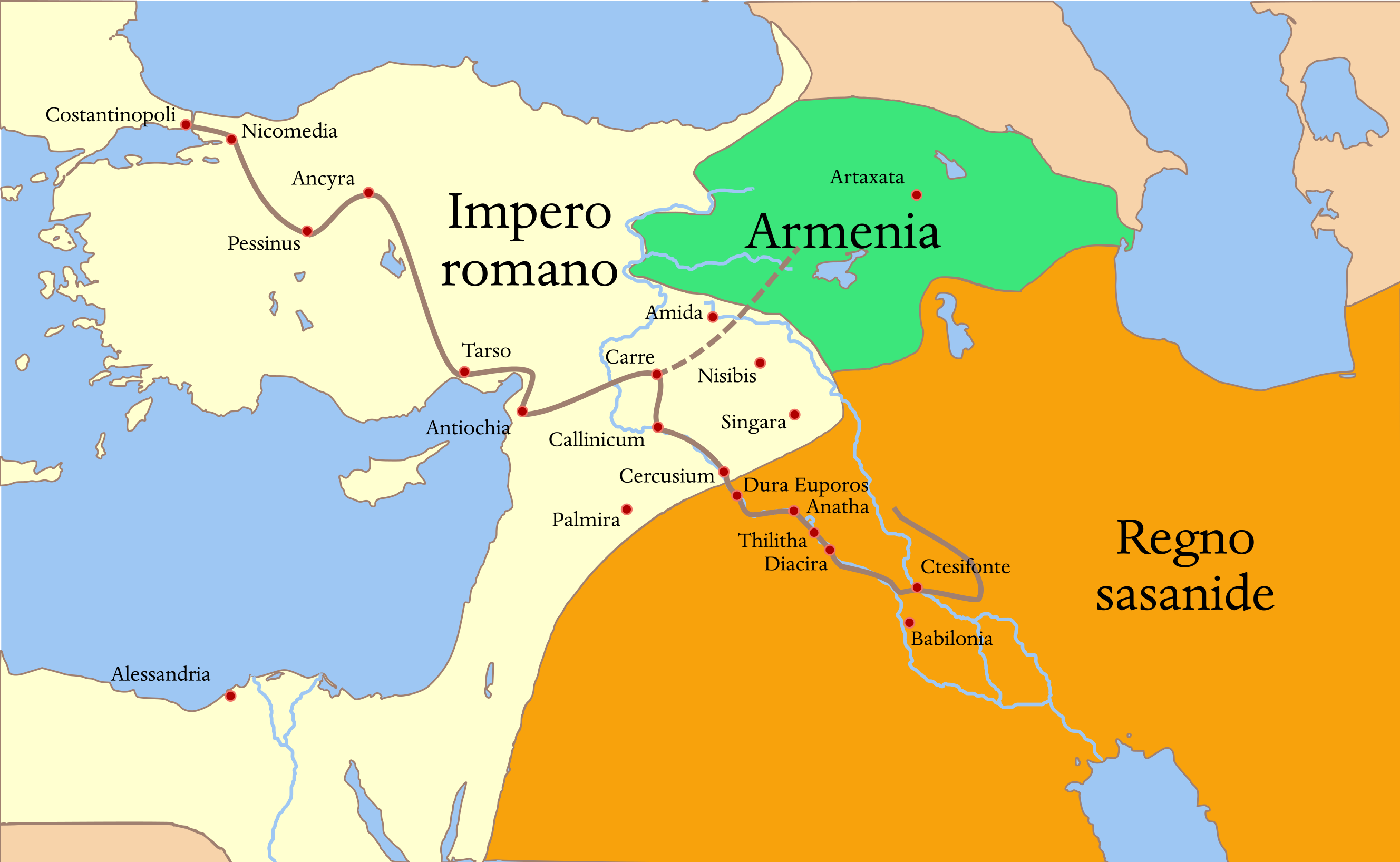
Campagna sasanide di Giuliano del 363.

Costanzo fu obbligato a lasciare la frontiera per affrontare l'usurpazione del cugino Giuliano, morendo lungo il viaggio. Il nuovo imperatore fu impegnato nella politica interna, ma nel 363 diede inizio ad una campagna militare contro i Sasanidi.
363Il 5 marzo Giuliano dava inizio alla campagna contro i Sasanidi partendo con un esercito di 65 000 uomini da Antiochia, abbandonata nelle mani di Adrastea: questa volta fu accompagnato fino al borgo di Litarba da una folla numerosa e dal Senato antiocheno che da lui cercò invano di ottenere condiscendenza. Nominò governatore della Siria un certo Alessandro di Eliopoli, uomo duro e brutale, perché quella «gente avida e insolente» non meritava di meglio. Respinse con disprezzo una lettera del re persiano Sapore, che offriva un trattato di pace e, salutato Libanio, si diresse a Ierapoli, attraversò l'Eufrate e raggiunse Carre, di triste memoria, dove offrì sacrifici al dio Sin, venerato in quei luoghi. Si dice che qui abbia segretamente nominato suo successore il cugino, «il bello, grande e triste Procopio, dalla figura sempre curva, dallo sguardo sempre a terra, che nessuno ha mai visto ridere». Quella notte, come a rafforzare i tristi presentimenti sull'esito della guerra, a Roma bruciava il tempio di Apollo Palatino, forse bruciarono anche i Libri della Sibilla Cumana.
A Carre divise l'esercito: 30 000 uomini, al comando di Procopio e di Sebastiano, furono mandati a nord, in Armenia, per unirsi al re Arsace, ridiscendere per la Corduene, devastare la Media e, costeggiando il Tigri, ricongiungersi poi in Assiria con Giuliano che intanto, con i suoi 35 000 uomini, sarebbe disceso a sud lungo l'Eufrate, dove una grande flotta al comando di Lucilliano navigava a vista portando vettovaglie, armi, macchine d'assedio, barconi.
Il 27 marzo, giorno della festa della Madre degli dèi, Giuliano era a Callinicum, sull'Eufrate: celebrò il rito e ricevette l'omaggio dei saraceni, che gli offrirono l'appoggio della loro celebrata cavalleria. Attraversato il deserto siriano, Giuliano giunse a Circesium, ultimo avamposto romano prima del regno sasanide, alla confluenza dell'Eufrate con il fiume Chabora. Una lettera di Salustio lo pregava invano di sospendere l'impresa: tutti gli auspici erano contrari. Un portico, crollato al passaggio delle truppe, aveva ucciso decine di soldati, un fulmine aveva incenerito un cavaliere, di dieci tori, condotti al sacrificio, nove erano morti prima di raggiungere l'altare di Marte. Superato il fiume Chabora, iniziava l'invasione del regno sasanide: 1 500 guide precedevano l'avanguardia e si disponevano ai fianchi dell'esercito. Alla destra, Nevitta costeggiava la riva sinistra dell'Eufrate, al centro era la fanteria dei veterani di Gallia comandata da Giuliano, alla sinistra la cavalleria comandata da Arinteo e da Ormisda, il fratello di Sapore passato ai Romani, cui era promesso il regno; Vittore, il germanico Dagalaifo e Secondino di Osroene tenevano la retroguardia.

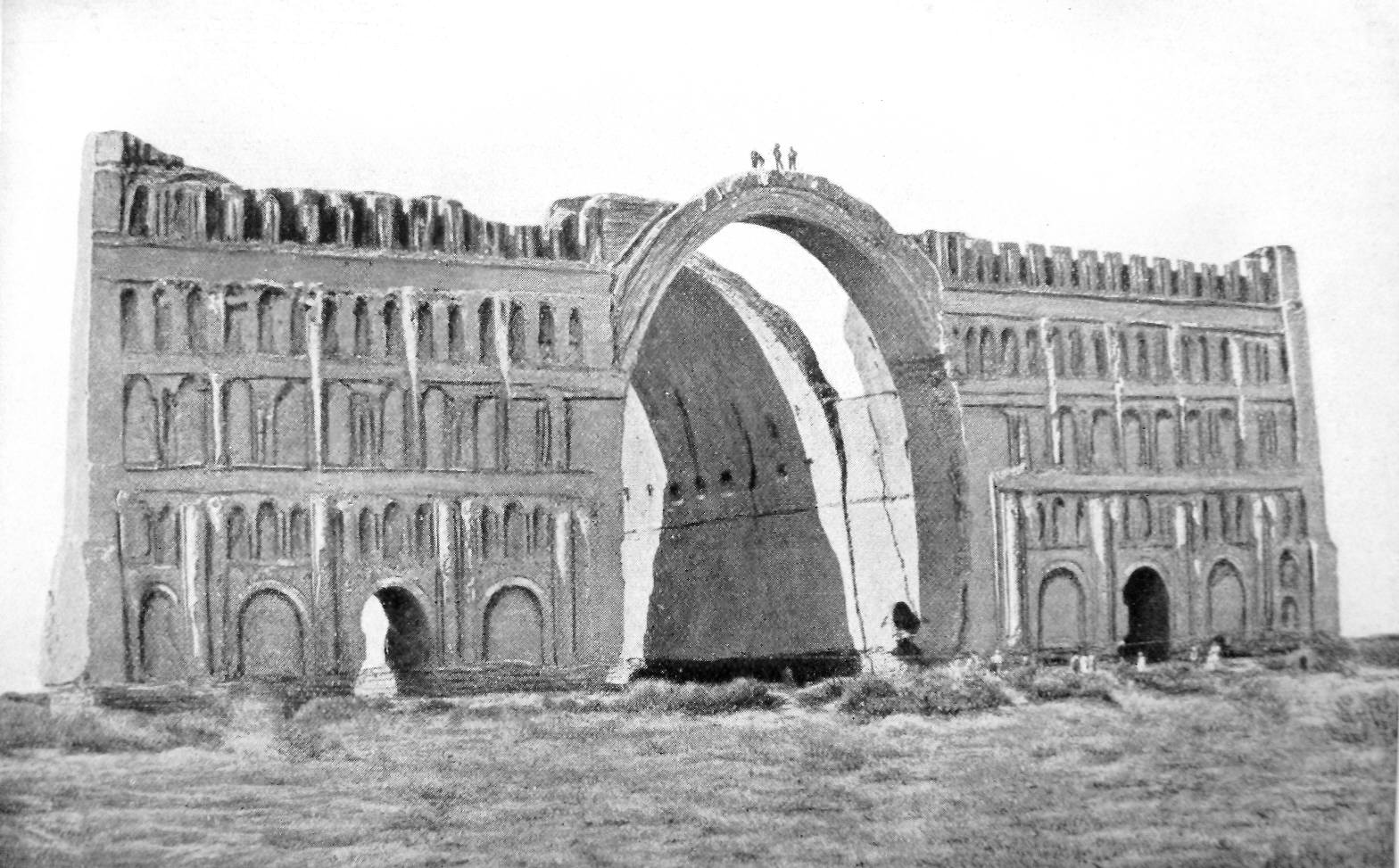
Ctesifonte: le rovine del Palazzo

Raggiunta Zaitha il 4 aprile, Giuliano rese omaggio al mausoleo dell'imperatore Gordiano, penetrò a Dura Europos, città abbandonata da anni, e ottenne facilmente la resa del fortino di Anatha, che fu distrutto; nella cittadina trovarono un vecchio soldato romano con la sua famiglia, lì rimasto dal tempo della spedizione di Massimiano. Bruciata Diacira, evacuata dagli abitanti, entrò a Ozagardana e la distrusse. Dopo un giorno di riposo, i Romani avvistarono in lontananza l'esercito persiano che fu assalito e costretto alla fuga. Oltrepassata Macepracta, giunsero di fronte a Pirisabora, circondata da canali di irrigazione, e diedero inizio all'assedio che si concluse con la resa, il saccheggio e l'incendio della città. A ogni soldato furono distribuite 100 silique: di fronte alla scontentezza dell'esercito per una moneta che manteneva solo i due terzi del suo valore nominale, Giuliano promise le ricchezze del regno persiano.
Superati i campi allagati dai persiani in ritirata, incendiata Birtha, gli arieti ebbero ragione delle fortificazioni di Maiozamalcha: penetrati attraverso le brecce delle mura e per una galleria sotterranea, i soldati fecero strage degli abitanti. Il comandante fu tenuto in ostaggio e del bottino, Giuliano prese per sé un ragazzo muto e «dall'espressione graziosa ed elegante».
Erano i primi giorni di giugno: Giuliano visitò le rovine di Seleucia. Il Tigrì era a pochi chilometri; mentre la flotta, attraverso un canale di congiunzione con l'Eufrate, si immetteva sul Tigri, l'esercito superò di slancio il grande fiume sulla cui riva sinistra lo attendevano le truppe di Surena, decisi a sfruttare la superiore posizione strategica: ma furono sconfitte, volte in fuga, e costrette a rifugiarsi tra le mura della capitale Ctesifonte. Di fronte agli imponenti bastioni della città, si tenne il consiglio di guerra e si decise di rinunciare all'assedio: l'esercito di Sapore avrebbe potuto sorprendere i Romani impegnati nell'assedio, che avrebbero rischiato di essere presi tra due fuochi. Si avverava così un altro antico oracolo: «nessun principe Romano può oltrepassare Ctesifonte».
Sarebbe stato necessario che le forze di Procopio fossero arrivate a congiungersi con quelle di Giuliano, ma di Procopio non vi erano notizie. Giuliano, deciso a raggiungerlo e, se possibile, a sorprendere e affrontare Sapore in una decisiva battaglia campale, si volge a nord, dopo aver fatto incendiare gran parte della flotta con le armi e i viveri, perché le navi hanno difficoltà a risalire il fiume, e aver incorporati i suoi 20 000 soldati per utilizzarli nei combattimenti a terra. La marcia era resa tormentosa dal caldo, dalla guerriglia, dalla sete e dalla fame, perché i Persiani bruciavano i raccolti nelle terre attraversate dai Romani.
| Monetazione della campagna militare | Monetazione della campagna militare | Monetazione della campagna militare                                                                | Monetazione della campagna militare | Monetazione della campagna militare | Monetazione della campagna militare | Monetazione della campagna militare |
| Immagine                            | Valore                              | Dritto                                                                                             | Rovescio | Datazione                           | Peso; diametro                      | Catalogazione                       |
| ----------------------------------- | ----------------------------------- | -------------------------------------------------------------------------------------------------- | --- | ----------------------------------- | ----------------------------------- | ----------------------------------- |
|                                     | solido                              | FL CL IVLIA-NVS P P AVG, testa con diadema di perle e busto con corazza e drappeggio verso destra. | VIRTUS EXERCITUS ROMANORUM, Soldato in piedi verso destra, tiene un trofeo ed afferra per i capelli un prigioniero legato; ANTI in esergo. | 363                                 | 4.47 gr                             | RIC VIII 201; Depeyrot 15/2.        |

Il 16 giugno apparve finalmente all'orizzonte l'esercito di Sapore, che però si limitò a seguire da lontano le truppe di Giuliano, rifiutando il combattimento aperto e ingaggiando solo brevi incursioni di cavallerie. Il 21 giugno l'esercito romano si fermò a Maranga per una sosta di tre giorni. Giuliano impiegava come al solito il tempo libero dalle occupazioni militari leggendo e scrivendo. La notte del 25 giugno gli sembra di scorgere nel buio della sua tenda una figura: è il Genius Publicus, quello che gli era apparso nell'esaltante notte di Lutetia e lo aveva invitato a non lasciarsi sfuggire l'occasione di prendere il potere. Ora ha però il capo velato a lutto, lo guarda senza parlare, poi si volta e lentamente svanisce.
La mattina dopo, malgrado l'opinione contraria degli aruspici, fece levare le tende per riprendere la ritirata verso Samarra. Durante la marcia, presso il villaggio di Toummara, si accese un combattimento nella retroguardia: Giuliano accorse senza indossare l'armatura, si lanciò nella mischia e un giavellotto lo colpì al fianco. Cercò subito di estrarlo ma cadde da cavallo e svenne. Portato nella sua tenda, si rianimò, credette di star meglio, volle le sue armi ma le forze non risposero alla volontà. Chiese il nome della località: «è Frigia», gli risposero. Giuliano comprese che tutto era perduto: un tempo aveva sognato un uomo biondo che gli aveva predetto la morte in un luogo con quel nome.
Il prefetto Salustio accorse al suo capezzale: lo informò della morte di Anatolio, uno dei suoi amici più cari. Giuliano pianse per la prima volta e la commozione prese tutti gli astanti. Si riprese, Giuliano: «È un'umiliazione per noi tutti piangere un principe la cui anima sarà presto in cielo a confondersi con il fuoco delle stelle». Quella notte fece il bilancio della sua vita: «Non devo pentirmi né provare rimorso di nessuna azione, sia quando ero un uomo oscuro, che quando ebbi la cura dell'Impero. Gli dèi me lo concessero paternamente e io lo conservai immacolato [...] per la felicità e la salvezza dei sudditi, equanime nella condotta, contrario alla licenza che corrompe le cose e i costumi». Poi, com'è degno d'un filosofo, conversò con Prisco e con Massimo della natura dell'anima. Le sue guide spirituali gli ricordarono il suo destino, fissato dall'oracolo di Elio:
Sentendosi soffocare, Giuliano chiese dell'acqua: appena ebbe finito di bere, perse conoscenza. Aveva 32 anni e aveva regnato meno di venti mesi: con lui, moriva l'ultimo eroe greco. Salustio rifiutò la successione e allora la porpora fu concessa a Gioviano. Questi stipulò con Sapore la pace, con la quale i Romani cedevano ai Persiani cinque province e le piazzeforti di Singara e di Nisibi. Fu ripresa la ritirata durante la quale incontrarono finalmente l'armata di Procopio: questi fu incaricato di portare fino alle porte di Tarso la salma che, secondo le volontà di Giuliano, fu sepolta in un mausoleo a fianco di un piccolo tempio sulle rive del fiume Cnido. Di fronte, sorgeva la tomba di un altro imperatore, Massimino Daia. L'anno dopo, Gioviano passò per Tarso e fece incidere un'iscrizione sulla pietra sepolcrale:
(Ammiano Marcellino, XXV, 9, 10-12.)
Anni dopo, il sarcofago fu trasportato a Costantinopoli e sarebbe tuttora conservato nel Museo Archeologico della città.
fine del 363-364Al suo posto fu eletto imperatore Gioviano, col quale Sapore II firmò un trattato di pace che garantì ai Sasanidi forti guadagni territoriali. Queste vittorie sono celebrate negli altorilievi vicino alla città di Bishapur: sotto gli zoccoli del cavallo di Sapore è raffigurato il corpo di un romano, probabilmente Giuliano, mentre un altro romano supplice, Gioviano, chiede la pace.

## Conseguenze: oltre cinquant'anni di relativa pace (364-421)

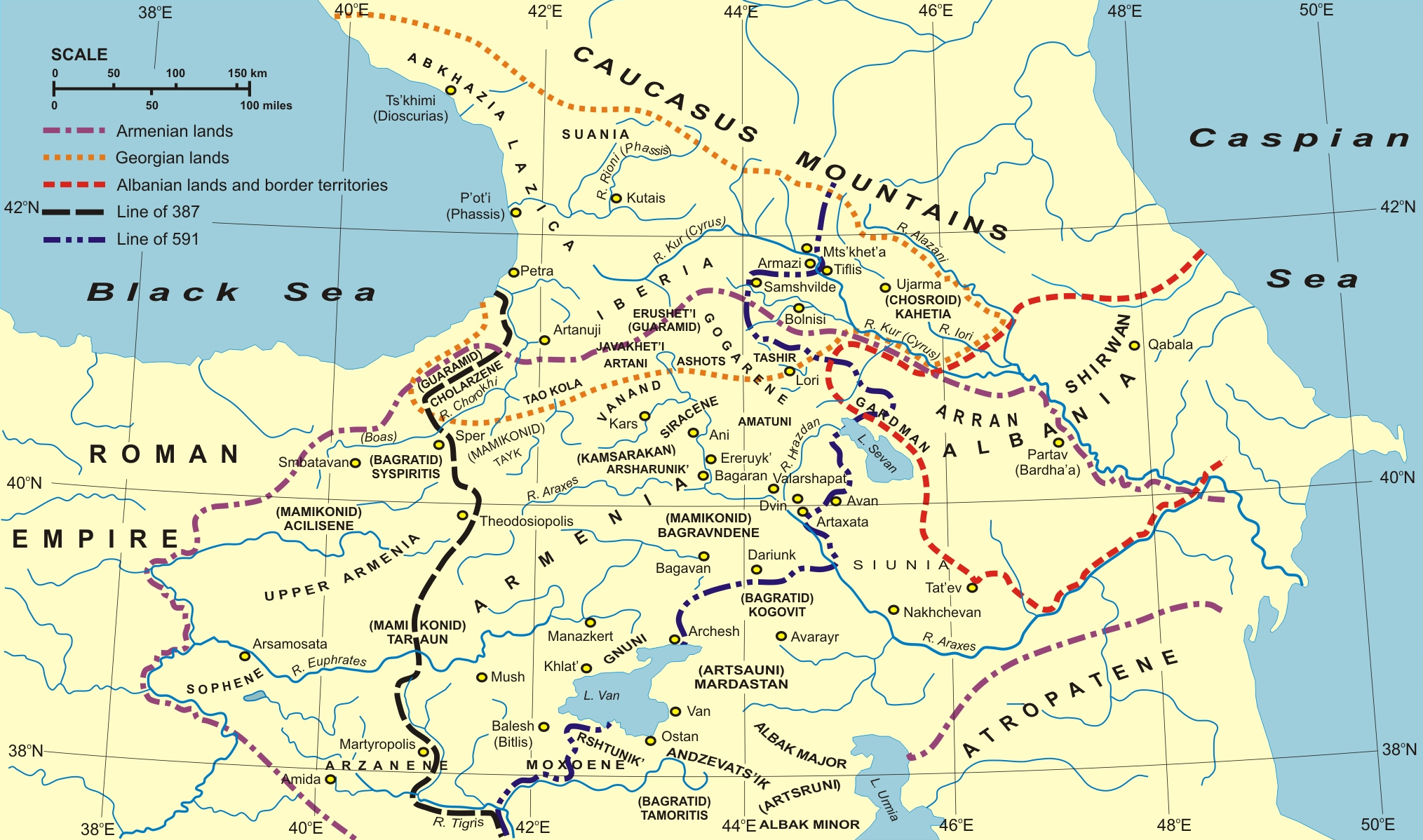
La frontiera romano–persiana dopo la spartizione dell'Armenia del 384, tra Teodosio I e Sapore III.

Con la fine della guerra del 363, Gioviano aveva rinunciato all'Armenia ed il sovrano di Persia Sapore II era determinato a sfruttare la situazione. Il monarca sasanide cominciò, infatti, a portare l'aristocrazia armena dalla propria parte, detronizzando il loro re arsacide, Arshak II, fedele alleato di Roma; contemporaneamente inviò una forza d'invasione contro il Regno di Iberia (odierna Georgia), e una seconda armata contro il figlio di Arsace III, Pap, che riuscì a scappare e a raggiungere l'Imperatore romano, Valente a Marcianopoli, dove stava conducendo una campagna contro i Goti (nel 367/368).
Valente mandò il generale Arinteo a re-imporre Pap sul trono armeno già l'estate seguente alla prima azione contro i Goti (nel 369?). Sapore reagì invadendo e devastando una seconda volta la regione. Sull'orlo di una nuova guerra, l'imperatore Valente risiedette presso Antiochia, divenuta suo quartier generale negli anni 369-370 e 375-378. Il contrattacco di Sapore in Armenia fu bloccato dai generali Traiano e Vadomario a Bagavan. Valente aveva violato il trattato del 363, difendendo con successo la propria posizione. Una tregua stipulata nell'anno della vittoria romana, garantì una pace provvisoria per cinque anni, mentre Sapore era impegnato contro un'invasione Kushan ad est.
Nel frattempo sorsero problemi con Pap, temendo che quest'ultimo potesse passare dalla parte dei Persiani, Valente lo fece mettere a morte, a Tarso, dove si era rifugiato, dal generale Traiano (374). Al suo posto l'imperatore pose un altro arsacide, Varazdat, che governò sotto la reggenza dello sparapet (comandante dell'esercito armeno) Masel Mamikonean, fedele a Roma. Tutto ciò non migliorò la situazione con i Persiani, che ricominciarono a lamentarsi riguardo al trattato del 363. Nel 375, Valente si preparò per una spedizione, che però non fu mai iniziata a causa della grande rivolta in Isauria da parte di truppe stanziate in oriente. Come se non bastasse, nel 377 i Saraceni comandati dalla regina Mavia si ribellarono, devastando i territori dalla Palestina al Sinai. Anche se Valente riuscì a sedare entrambe le rivolte, gli fu impedita l'azione contro i Persiani.
Pochi anni più tardi, nel 384, il regno d'Armenia fu diviso in due regioni: quella occidentale fu posta, come protettorato, sotto l'Impero romano d'Oriente, mentre quella orientale venne affidata ai Persiani. La regione occidentale divenne provincia dell'Impero Romano con il nome di Armenia Minore, mentre la parte orientale rimase un regno indipendente, anche se solo formalmente, sotto il controllo persiano, fino al 428 quando i Sasanidi deposero il sovrano legittimo instaurando una loro dinastia.